# Férfit látok álmaidban
A Férfit látok álmaidban (eredeti cím: You Will Meet a Tall Dark Stranger) 2010-ben bemutatott spanyol-amerikai romantikus filmdráma, melynek forgatókönyvírója és rendezője Woody Allen. A főszerepet Antonio Banderas, Josh Brolin, Anthony Hopkins, Gemma Jones, Freida Pinto, Lucy Punch,  Naomi Watts, Roger Ashton-Griffiths és Pauline Collins alakítja.
A film világpremierje a Cannes-i Filmfesztiválon volt 2010. május 15-én, Magyarországon 2011. május 12-én mutatta be a Budapest Film.

## Cselekmény
A történetek mindegyike a jelenkori Londonban játszódik.
A 73 éves Alfie (Anthony Hopkins) 40 év házasság után elválik feleségétől, Helenától (Gemma Jones), mert képtelen elfogadni az öregedést.
Váratlanul feleségül veszi Charmaine-t (Lucy Punch), egy fiatal nőt, akit Alfie akkor ismert meg, amikor az prostituált volt. Charmaine rendszeresen megcsalja, és végül anyagilag tönkreteszi.
Helena felkeresi Cristalt (Pauline Collins), egy tisztánlátót, aki elkezdi gátlások nélkül irányítani az életét. Helena lánya, Sally (Naomi Watts) eleinte elfogadja ezt, mert úgy látja, hogy ez vigasztalja édesanyját a válás miatt elszenvedett csapáson. A Sally-ek a maga részéről házassági problémái vannak férjével, Roy-jal (Josh Brolin), az orvosdiplomával rendelkező férfival, aki évekkel ezelőtt írt egy bestseller könyvet, azóta azonban nem írt semmi érdemlegeset, de most türelmetlenül várja a kiadója válaszát legújabb művével kapcsolatban, ami meghozná neki az elismerést és az anyagi megkönnyebbülést, amire a párnak, és különösen neki, szüksége van.
Miután munkát vállal egy neves galériában, Sally romantikus kapcsolatot fontolgat főnökével, Greggel (Antonio Banderas), a jóképű spanyolajkú férfival, akinek szintén házassági problémái vannak, de a kapcsolatból nem lesz semmi. Saját galéria megnyitásához kölcsönt kér édesanyjától.
Royt a maga részéről megőrjíti Dia (Freida Pinto), egy fiatal és csinos zenetudományi PhD-hallgató, akit a hálószobája ablakából rendszeresen figyel, ahogy gitározik, miközben ő sikertelenül próbál írni. A kiadója visszautasító válasza ellenére, amikor megtudja, hogy egy barátja, aki szintén befejezett egy olyan szöveget, amelyet csak ő ismer, meghalt, úgy dönt, hogy ellopja a szöveget, és sajátjaként mutatja be, amit nagyon jól fogadnak. A maga részéről, miután elvált Sallytől, meggyőzi Diát, hogy bontsa fel az eljegyzését egy előkelő diplomatával.
Egymás projektjeiben váratlan elemek fordulnak elő. Roy esetében a halottnak hitt barátja valójában kómában van, és a tudatosság zavaró jeleit kezdi mutatni.
Sally szakmai búcsúztatásán Sally tudni szeretné, mennyi a valós esélye annak, hogy plátói szerelme immár volt főnöke iránt valóra válik. Greg azonban elutasítja a személyes kapcsolat lehetőségét, és azt is elmondja neki, hogy különvált, és most egy művésszel randizik, akinek ő mutatta be. Ráadásul, miután megválik régi munkahelyétől, és már javában tervezi saját galériájának megnyitását, Sally anyja, aki egyre inkább Cristal befolyása alatt áll, és a paranormális elemek megszállottja, megtagadja tőle a kölcsönt, arra hivatkozva, hogy „a bolygók együtt állnak”. Sally ekkor kirobban, és nagyon feldúltan azt mondja neki, hogy Cristal részéről milyen manipulációnak van kitéve. De Helena számára már túl késő, és már nem hisz a lánya szavainak.
Alfie-nak eközben komoly anyagi gondjai vannak felesége, Charmaine túlzott költekezése miatt, akinek ráadásul viszonya van egy sokkal fiatalabb férfival, akivel az edzőteremben találkozott. Alfie rájön, hogy lehetetlen összeegyeztetni az életét a kielégítetlen ex-prostituált életével, és hiába próbálja rávenni Helenát, hogy visszafogadja őt. Házastársi kapcsolatuk egyre rosszabbá válik, és történetük a végére ér, miután a feleség szeretője megveri, és a nő bevallja, hogy terhes. Alfie, akit megsebeztek szerelme ütései, szomorú képet nyújt, amikor ahelyett, hogy örülne a terhességnek, egy apasági teszt elvégzésének szándékával reagál.
Végül csak Helena nem bánja meg a döntését. Cristaltól elsajátította a reinkarnáció hitét, és úgy tekint az életére, mint egy epizódra az életek sorozatában. Kapcsolatba kezd egy könyvesboltot üzemeltető özvegyemberrel, aki maga is ezoterikus hitet vall. Miután a férfi megkapja a nihil obstat-ot az időközben elhunyt feleségétől, akivel a nekromancia segítségével lépett kapcsolatba, a pár szabad kezet kap arra, hogy romantikus kapcsolatot kezdjen.

## Szereplők
| Szerep              | Színész                | Magyar hang        |
| ------------------- | ---------------------- | ------------------ |
| Greg Clemente       | Antonio Banderas       | Varga Gábor        |
| Roy Channing        | Josh Brolin            | Kőszegi Ákos       |
| Alfie Shepridge     | Anthony Hopkins        | Reviczky Gábor     |
| Helena Shepridge    | Gemma Jones            | Kassai Ilona       |
| Dia                 | Freida Pinto           | Németh Borbála     |
| Charmaine Foxx      | Lucy Punch             | Vadász Bea         |
| Sally Channing      | Naomi Watts            | Kisfalvi Krisztina |
| Jonathan Wunch      | Roger Ashton-Griffiths | Kajtár Róbert      |
| Henry Strangler     | Ewen Bremner           | N/A                |
| Allen               | Neil Jackson           | Molnár Levente     |
| Enid Wicklow        | Celia Imrie            | N/A                |
| Cristal D'Argenis   | Pauline Collins        | Koffler Gizella    |
| Iris                | Anna Friel             | Zakariás Éva       |
| Malcolm Dodds       | Alex Macqueen          | Seder Gábor        |
| Dia anyja           | Meera Syal             | Bókai Mária        |
| Dia apja            | Anupam Kher            | Várday Zoltán      |
| Allen húga          | Natalie Walter         | N/A                |
| Roy pókeres barátja | Christian McKay        | N/A                |
| Roy pókeres barátja | Philip Glenister       | N/A                |
| Ray Richards        | Theo James             | Magyar Bálint      |

## Bemutató
A filmet 2013. január 17-én mutatták be Ausztráliában.

## Kritikák
„Néhány bukás után Woody Allen visszatért régi formájához: A Férfit látok álmaidban-ban azt figyeli, ahogy a szerencsevadászok délibábokat követnek. A nagyszerű metafizika és a kis csattanók sikeres keveréke.”

## Fordítás
- Ez a szócikk részben vagy egészben  a   You Will Meet a Tall Dark Stranger című angol Wikipédia-szócikk fordításán alapul.  Az eredeti cikk szerkesztőit annak laptörténete sorolja fel. Ez a jelzés csupán a megfogalmazás eredetét és a szerzői jogokat jelzi, nem szolgál a cikkben szereplő információk forrásmegjelöléseként.
- Ez a szócikk részben vagy egészben  a   Conocerás al hombre de tus sueños című spanyol Wikipédia-szócikk fordításán alapul.  Az eredeti cikk szerkesztőit annak laptörténete sorolja fel. Ez a jelzés csupán a megfogalmazás eredetét és a szerzői jogokat jelzi, nem szolgál a cikkben szereplő információk forrásmegjelöléseként.